# Прапди, Пий Риана
Пий Риана Прапди (индон. Pius Riana Prapdi, 5 мая 1967 года, Индонезия) — католический прелат, епископ Кетапанга с 25 июня 2012 года.

## Биография
8 июля 1995 года Пий Риана Прапди был рукоположён в священника.
25 июня 2012 года Римский папа Бенедикт XVI назначил Пия Риану Прапди епископом Кетапанга. 9 сентября 2012 года состоялось рукоположение Пия Рианы Прапди в епископа, которое совершил епископ Кетапанга Блазиус Пуджорахарджа в сослужении с архиепископом Семаранга Иоанном Пуджасумартой и архиепископом Понтианака Иеронимом Геркуланусом Бумбуном.